# John Jairo Arias
John Jairo Arias Tascon, àlies "Pinina" (Medellín, 23 d'abril de 1961 - Medellín, 13 de juny de 1990), fou un assassí a sou i un membre del càrtel de Medellín. Començà les seves activitats delictives a la banda d'assassins dels Priscos i més tard es posà al servei de Pablo Escobar, per a qui va continuar matant tot de gent. Fou acusat per les autoritats colombianes d'ésser el responsable de centenars d'assassinats a Colòmbia i s'estimà que arribà a ésser el cinquè membre més important del càrtel de Medellín.
El van sobrenomenar "Pinina" perquè la seva cara era semblant a la d'Andrea del Boca, una popular actriu argentina que interpretà en la dècada de 1970 el paper de "Pinina" en la telenovel·la infantil Papá corazón.

## Biografia
La seva infantesa transcorregué en els barris marginals de Medellín, més concretament en el barri Lovaina. Va néixer al si d'una família molt pobra i amb tan sols dotze anys començà a exercir de lladre. Poc temps després s'uní a una banda de carrer dedicada al bandidatge i amb quinze anys cometé el seu primer assassinat a canvi de diners.
Arias tenia un coneixement privilegiat de la gent que habitava alguns barris pobres de Medellín, fet que li va permetre de reclutar una gran quantitat de joves perquè l'ajudessin a fer els seus homicidis. A començament dels vuitanta es vinculà al càrtel de Medellín, organització a què pertanyé fins a la seva mort. Arias era un dels principals sicarios del càrtel dirigit per Pablo Escobar i, com a tal, rebé encàrrecs de gran importància. En el seu llarg historial de crims, destaquen la participació intel·lectual en els assassinats del ministre de justícia Rodrigo Lara Bonilla (1984), del periodista Guillermo Cano Isaza (1986), del coronel Jaime Ramírez Gómez (1986), del procurador general Carlos Mauro Hoyos (1988), del governador d'Antioquia Antonio Roldán Betancur (1989) i del coronel de la Policia Nacional colombiana Valdemar Franklin Quintero (1989). També va estar implicat en un seguit d'atemptats terroristes, com ara l'atemptat contra l'edifici del Departament Administratiu de Seguretat (DAS) (1989, 52 morts i més de 600 ferits) i l'atemptat del vol Avianca 203 (1989, 107 morts), en l'assassinat de desenes de policies, polítics, periodistes i juristes, com ara el magistrat de la Cort Suprema de la Justícia, Hernando Baquero Borda (1986) i el candidat a la presidència de Colòmbia Luis Carlos Galán (1989), i en la guerra contra altres faccions narcoterroristes, com el càrtel de Cali.

## Mort
John Jairo Arias "Pinina" morí el 13 de juny de 1990 en una operació de la Policia Nacional colombiana quan es trobava al seu apartament del barri El Poblado de Medellín, en companyia de la seva esposa i de la seva filla de sis mesos. En tractar de fugir per una finestra situada en un tercer pis, Arias va caure al soterrani de l'edificació i, a més de trencar-se un turmell, va patir greus ferides en el cap i en el braç dret a conseqüència de la caiguda. Amb tot, reeixí a posar-se dret per a anar al seu cotxe, però en veure que en el seu estacionament hi havia policies cercant-lo pujà al primer pis de l'edifici i s'enfrontà a trets amb les autoritats, que li donaren mort amb 29 anys.
Quan Pablo Escobar s'assabentà de la seva mort, la volgué venjar posant una bomba en el comissariat d'El Poblado, que causà danys notables. També continuà de fer córrer per les comunes obreres de Medellín la promesa de donar un milió de pesos colombians a qui morís un policia.